# Anna Chernenko
Anna Dmítrievna Chernenko (en ruso: Анна Дмитриевна Черненко; nombre de soltera, Anna Dmítrievna Liubímova, Анна Дмитриевна Любимова; 3 de septiembre de 1913-25 de diciembre de 2010) fue la esposa del líder soviético Konstantin Chernenko.

## Biografía
Anna Dmítrievna Liubímova nació en una familia analfabeta y se unió al Organización de Pioneros Vladímir Lenin y al Komsomol en la década de 1930. Fue educada como técnica de tractores.
Fue la segunda esposa de Konstantín Chernenko, con quien se casó en 1944. Tuvieron tres hijos; un hijo y dos hijas. Se desempeñó como directora de la Universidad de Cultura. Además, trabajó para organizaciones culturales de Moscú durante casi treinta años, particularmente en la casa de Kutuzovsky Prospect. También fue mecenas de películas soviéticas.
Fue esposa del jefe de Estado soviético desde el 11 de abril de 1984 hasta el 10 de marzo de 1985. Según los informes, protestó por la elección de su esposo como secretario general del partido en 1984, diciendo que «su salud nunca resistiría la tensión». Cuando se instaló una línea roja en su dormitorio después del nombramiento de Konstantín Chernenko, se mantuvo en su lado de la cama. Respondió a las llamadas y en su mayoría se negó a despertarlo. 
Fue descrita como una mujer modesta, amable, tímida y valiente. No era una figura tan pública como otras esposas de los líderes soviéticos y fue vista con su esposo en las elecciones parlamentarias de marzo de 1984 La otra aparición pública fue en el funeral de su esposo en marzo de 1985.